# Unterseeboot 519
Le Unterseeboot 519 (ou U-519) est un sous-marin allemand utilisé par la Kriegsmarine pendant la Seconde Guerre mondiale.

## Historique
Après avoir reçu sa formation de base à Stettin dans la 4. Unterseebootsflottille jusqu'au 31 octobre 1942, il rejoint sa flottille de combat à Lorient, dans la 2. Unterseebootsflottille.
L'U-519 disparaît le 31 janvier 1943 au cours de sa 1re patrouille dans l'Atlantique nord dans le golfe de Gascogne avec ses cinquante membres d'équipage.
En juin 1996, la cause de sa disparition est révisée par la FDS/NHB ; l'historien Axel Niestlé affirme que l'U-519 a coulé au sud-ouest de l'Irlande à la position géographique de 47° 05′ N, 18° 34′ O par des charges de profondeur lancées par un avion américain Consolidated B-24 Liberator de l'escadron 2/T. Ce bombardement du B-24 était auparavant supposément viser l' U-752.

## Affectations successives
- 4. Unterseebootsflottille du 7 mai 1942 au 31 octobre 1942
- 2. Unterseebootsflottille du 1er novembre 1942 au 31 janvier 1943

## Commandement
- Kapitänleutnant Günter Eppen du 7 mai 1942 au 31 janvier 1943

## Navires coulés
L'U-519 n'a coulé, ni endommagé aucun navire pendant l'unique patrouille qu'il effectua.

## Sources
- (nl) Cet article est partiellement ou en totalité issu de l’article de Wikipédia en néerlandais intitulé « U 519 (Kriegsmarine) » (voir la liste des auteurs).